# Icelandic Air Policing
Icelandic Air Policing – kryptonim operacji NATO, prowadzonej od maja 2008 roku, polegającej na patrolowaniu przestrzeni powietrznej Islandii przez samoloty myśliwskie z krajów NATO.
W odróżnieniu od permanentnej operacji Baltic Air Policing, misja nad Islandią wykonywana jest okresowo i z wyjątkiem 2008 liczyły trzy dyslokacje rocznie trwające około 3-6 tygodni. Islandia, chociaż jest członkiem Organizacji Traktatu Północnoatlantyckiego od 1949 roku, nie dysponuje własnymi siłami zbrojnymi, z tego powodu w latach 1952-2006 (z przerwami) w Keflavík stacjonowała 85th Group USAF. W okresie zimnej wojny na Islandii na stałe lub rotacyjnie służyły m.in. F-51D Mustang (1952–1953, ostatnia zagraniczna misja P-51 z USAF, 192nd Fighter-Bomber Squadron) oraz z 57th Fighter Interceptor Squadron: F-89C Scorpion (1954–1962), F-102A Delta Dagger (1962–1973), F-4C Phantom II (1973–1978), F-4E Phantom II (1978–1985) i F-15C Eagle (1985–1993, 1995–2006).
Od 2014 roku do patroli nad Islandią dołączyły samoloty z Finlandii i Szwecji, krajów wówczas niebędących członkami NATO. Większość kosztów misji pokrywa Islandia.

## Dyslokacja

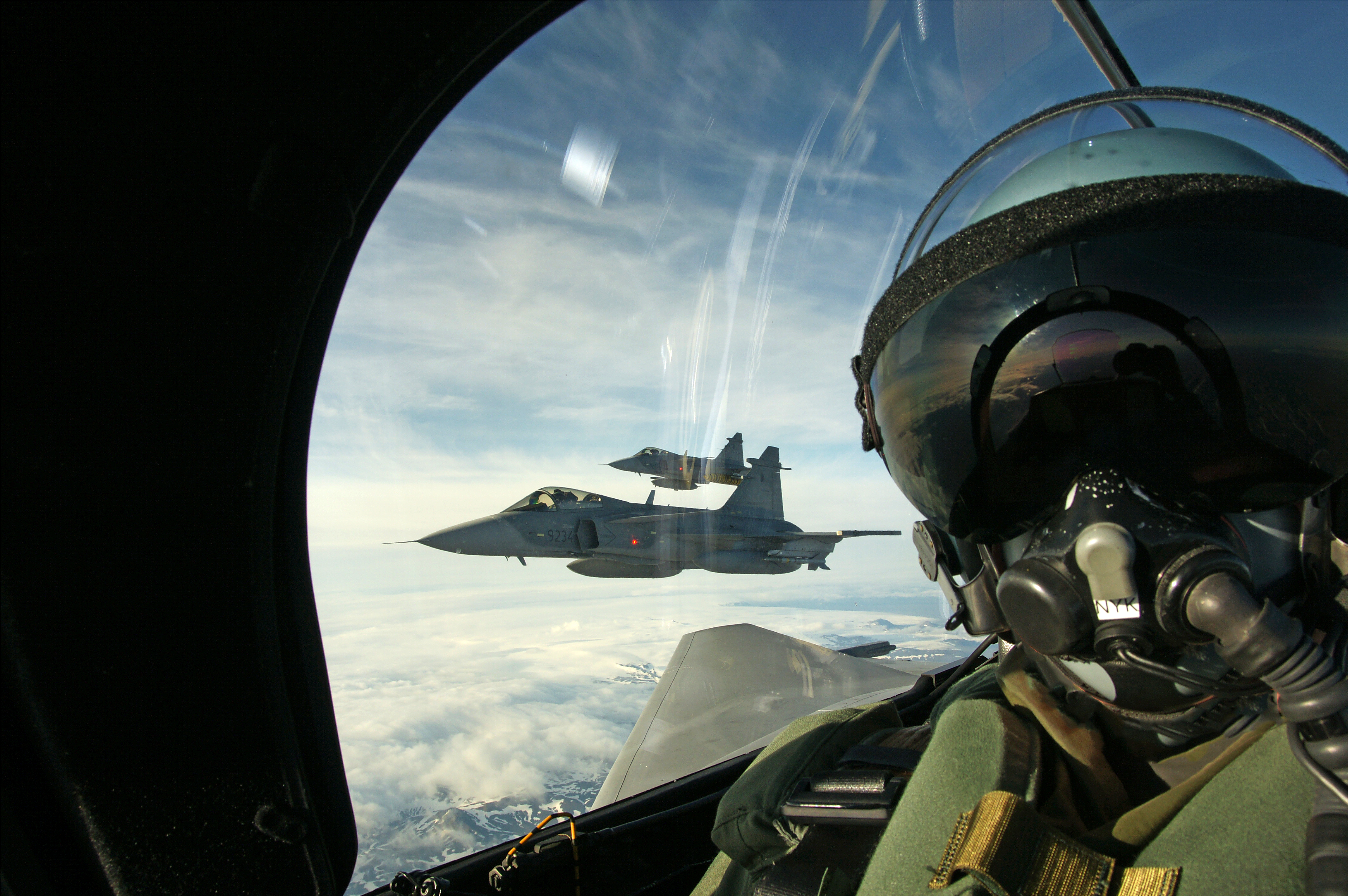
Czeski pilot podczas Icelandic Air Policingu, JAS 39 Gripen

| Okres                              | Siły powietrzne                     | Samoloty                                                     | Jednostka                                                                  |
| ---------------------------------- | ----------------------------------- | ------------------------------------------------------------ | -------------------------------------------------------------------------- |
| 5 maja – 30 czerwca 2008           | Armée de l’air                      | Mirage 2000C (4)                                             | Escadron de chasse 1/2 Cigognes                                            |
| wrzesień 2008                      | United States Air Force             | F-15C Eagle                                                  | 48th Fighter Wing                                                          |
| maj 2009                           | Flyvevåbnet                         | F-16AM Fighting Falcon (4)                                   | Eskadrille 727, Eskadrille 730                                             |
| 2009                               | Luftforsvaret                       | F-16AM Fighting Falcon                                       |                                                                            |
| 2009                               | United States Air Force             | ?                                                            |                                                                            |
| 8 – 29 marca 2010                  | Flyvevåbnet                         | F-16AM Fighting Falcon (4)                                   | Esk 727, Esk 730                                                           |
| 1 – 25 czerwca 2010                | Luftwaffe                           | F-4F Phantom II (6)                                          | Jagdgeschwader 71                                                          |
| 6 – 24 września 2010               | United States Air Force             | F-15C Eagle (8)                                              | 493d Fighter Squadron z 48FW                                               |
| 28 marca-30 kwietnia 2011          | Canadian Forces Air Command         | CF-188 Hornet (5)                                            | 409 Tactical Fighter Squadron                                              |
| 2011                               | Luftforsvaret                       | F-16AM Fighting Falcon                                       |                                                                            |
| 2011                               | United States Air Force             | ?                                                            |                                                                            |
| 5 marca – 2 kwietnia 2012          | Luftwaffe                           | F-4F Phantom II                                              | Jagdgeschwader 71                                                          |
| 1 maja – 7 czerwca 2012            | United States Air Force             | F-15C/D Eagle                                                | 493FS                                                                      |
| 7 sierpnia – 20 września 2012      | Força Aérea Portuguesa              | F-16AM Fighting Falcon (6)                                   | 201 esquadra Falcões, 301 esquadra Jaguares                                |
| 18 marca-28 kwietnia 2013          | Royal Canadian Air Force            | CF-188 Hornet (6)                                            | 425 Tactical Fighter Squadron                                              |
| czerwiec 2013                      | Aeronautica Militare                | Eurofighter Typhoon (6)                                      | [ 11 ]                                                                     |
| listopad 2013                      | United States Air Force             | F-15C/D Eagle (6)                                            | 493EFS, 48th Air Expeditionary Group                                       |
| 27 stycznia – 21 lutego 2014       | Luftforsvaret Flygvapnet Ilmavoimat | F-16AM Fighting Falcon (6) JAS 39 Gripen (7) F-18 Hornet (5) | Ćwiczenia Iceland Air Meet 2014.                                           |
| 16 maja - czerwiec 2014            | United States Air Force             | F-15C Eagle (6)                                              | 48th Air Expeditionary Group.                                              |
| 10 października - 3 grudnia 2014   | Vzdušné síly AČR                    | JAS 39C Gripen (5)                                           | 21. Baza "Zvolenská" (Čáslav)                                              |
| 17 kwietnia 2015 - ?               | United States Air Force             | F-15C Eagle (4)                                              | 871st Air Expeditionary Squadron                                           |
| 29 lipca - 26 sierpnia 2015        | Vzdušné síly AČR                    | JAS 39C Gripen (5)                                           | 21. Baza "Zvolenská" (Čáslav)                                              |
| 31 sierpnia – 1 października 2015  | Flyvevåbnet                         | F-16AM Fighting Falcon (4)                                   | [ 19 ]                                                                     |
| 4 kwietnia 2016 – 28 kwietnia 2016 | US Air Force                        | F-15C Eagle (4)                                              | 104. Skrzydło Myśliwskie, 144. Skrzydło Myśliwskie                         |
| 30 maja 2016 – 30 czerwca 2016     | Luftforsvaret                       | F-16AM Fighting Falcon (4)                                   | [ 21 ]                                                                     |
| 29 września 2016 – listopad 2016   | Vzdušné síly AČR                    | JAS 39C Gripen (5)                                           | 21. Baza "Zvolenská" (Čáslav)                                              |
| 16 marca 2017 – 14 kwietnia 2017   | Aeronautica Militare                | F-2000A Eurofighter Typhoon (6)                              | 4° Stormo z Grosseto, 36° Stormo z Gioia del Colle i 37° Stormo z Trapani. |

Dwie planowane misje nie odbyły się:
- Brytyjska z Eurofighter Typhoon F2 No. 3 Squadron RAF, planowana na grudzień 2008, została odwołana na skutek sporu z Islandią wokół depozytów z Icesave w banku Landsbanki.
- Polska z F-16 Jastrząb na 2010, odwołana z powodu oszczędności[24].